# Bioélectromagnétisme
 (janvier 2017).
Si vous disposez d'ouvrages ou d'articles de référence ou si vous connaissez des sites web de qualité traitant du thème abordé ici, merci de compléter l'article en donnant les références utiles à sa vérifiabilité et en les liant à la section « Notes et références ».
Le bioélectromagnétisme est la production de champs électriques, magnétiques ou électromagnétiques par les cellules, les tissus ou les organismes vivants. Le potentiel de membrane des cellules et les potentiels d'action propagés par les fibres nerveuses sont des exemples du bioélectromagnétisme.

## Description
Les cellules des organismes vivants font usage de la bioélectricité pour stocker de l'énergie issue du métabolisme, pour produire un travail ou pour transmettre des signaux à d'autres cellules. Lors du mouvement des charges issues des potentiels bioélectriques, un champ biomagnétique est généré. Le bioélectromagnétisme est donc le cadre d'étude des champs électromagnétiques résultant des champs bioélectriques et biomagnétiques des êtres vivants; il regroupe des compétences en biologie (physiologie cellulaire), en physique (électromagnétisme) et en chimie (potentiels redox).
L'étude du bioélectromagnétisme s'effectue principalement par des techniques d'électrophysiologie. Vers la fin du XVIIIe siècle, le physicien et médecin italien Luigi Galvani décrit pour la première fois le phénomène en disséquant des grenouilles et en observant des contractions des cuisses lorsque les muscles étaient touchés avec des ustensiles métalliques. Galvani évoqua l'existence d'une « électricité animale », mais ses contemporains adoptèrent rapidement le terme de galvanisme pour expliquer le phénomène, envisagé comme étant la manifestation d'un fluide ou d'une substance électrique présente dans les nerfs.
Le bioélectromagnétisme est présent dans tous les êtres vivants. La bioénergétique étudie l'ensemble des processus biologiques producteurs et consommateurs d'énergie. Certains animaux tels que certains oiseaux migrateurs sont capables de s'orienter en partie grâce au champ magnétique terrestre alors que d'autres possèdent des organes sensoriels bioélectriques très performants, tels que les requins, remarquables pour leur sensibilité aux champs électromagnétiques due à la présence d'organes d'électro-réception spécialisés. D'autres animaux, tels que la raie électrique, sont aussi capables de générer pendant de courtes périodes de puissants champs électriques dans leur environnement immédiat.
Le génie biomédical fait appel entre autres à des notions d'électronique, de physiologie cellulaire, de pharmacologie et de bioélectricité. Le bioélectromagnétisme des êtres vivants est lié à leurs rythmes biologiques. Le biofeedback est utilisé en physiologie et en psychologie pour suivre les rythmes des cycles physiques, mentaux et émotionnels. En neurophysiologie, l'étude des fluctuations bio-électromagnétiques liées aux activités cérébrales a donné naissance à de nombreuses applications en imagerie cérébrale, dont la plus connue est sans doute l'électro-encéphalographie.